# 陆房战斗遗址
陆房战斗遗址，位于山东省泰安市肥城市安站乡陆房村，是中华人民共和国山东省文物保护单位之一，是一座革命遗址及革命纪念建筑物。
陆房战斗遗址位于安临站镇凤凰山南，距东陆房村东北500米，现为省级重点革命文物保护单位。陆房战斗遗址内收藏有一批陆房战斗的历史文物。
1971年，肥城县政府修建陆房烈士陵园。
1972年12月28日，肥城县举行陆房战斗革命烈士迁葬大会，将分散在全县境内的烈士骨灰进行迁葬，集中到烈士骨灰堂。
1977年，山东省革命委员会在安孙公路北设立陆房战斗遗址石碑。
1977年12月23日，授予山东省文物保护单位。
1989年5月11日，中共肥城县委、肥城县政府在肥城市安临站镇东陆房村立陆房战斗纪念碑，原中国人民解放军总参谋长杨得志题写碑名。
2005年，陆房烈士陵园被授予“山东省爱国主义教育基地”。